# Lodovico Rizzi
Lodovico Rizzi (Pola, 20. veljače 1859. – Pula, 1. ožujka 1945.), predsjednik Istarskog sabora, pulski podestat i prefekturni namjesnik.
Gimnaziju je završio u Kopru, a studij prava u Beču.
Po struci je bio odvjetnik. Godine 1889. imenovan je pulskim podestatom (gradonačelnikom), a na toj dužnosti ostaje do 1904. godine. Za njegove vladavine, koja se poklopila sa strelovitim usponom grada kao glavne luke sve jače Austro–Ugarske ratne mornarice, 1903. godine podignuta je zgrada gradske tržnice u Puli o čemu i danas svjedoči spomen-ploča. Također je puštena u rad gradska telefonska centrala (1891.), gradski vodovod (1897.) i gradska plinara (1900.). U gradu je od 1904. god. uveden i električni tramvaj. Uspostavio je 1896. godine gradsku bolnicu, a 1903. gradski muzej.
Nakon što je Pula 1918. godine došla pod talijansku upravu, Rizzi je 1923. imenovan prefekturnim namjesnikom grada na čijem čelu ostaje do 1926. godine.
Godine 1907. dr. Lodovico Rizzi (talijanski liberali) izabran je za zastupnika u Carevinsko vijeće (njem. Reichsrat) kao jedini predstavnik iz Istre koja se tada nalazila unutar krunske zemlje Austrijsko primorje.

## Vanjske poveznice
- Sastav Carevinskog vijeća 1911. godine (na talijanskom jeziku)[neaktivna poveznica]

- Austrijske zemlje prije 1918.

| političke službe           | političke službe                         | političke službe              |
| -------------------------- | ---------------------------------------- | ----------------------------- |
| prethodnik Antonio Barsan  | podestat Pule 1889. – 1904.              | nasljednik Domenico Stanich   |
| prethodnik Giuseppe Carvin | prefekturni namjesnik Pule 1923. – 1926. | nasljednik G. Antonio Merizzi |